# 呉鐸藩
呉 鐸藩（オ・タクポン、朝鮮語: 오탁번、1943年7月3日 - 2023年2月15日）は、韓国の詩人。忠清北道堤川市出身。本貫は同福呉氏。

## 略歴
1943年7月3日、忠清北道堤川市に生まれる。高麗大学校英文科、同大学院国語国文科修士、博士課程を終えた。
1966年『東亜日報』新春文芸に『철이와 아버지』（チョリとお父さん）が当選、1967年『中央日報』新春文芸に詩『순은이 빛나는 이 아침에』（純銀が光る朝に）が当選した。1969年には『大韓日報』新春文芸に『처형의 땅』（処刑の地）が当選した。
2008年に第36代韓国詩人協会会長を務めた。高麗大学校師範大学国語教育科名誉教授。
2023年2月15日未明に死去。享年79。

## 年譜
- 1943年7月3日、忠清北道堤川市に生まれる。[1]
- 1987年、第12回韓国文学作家賞受賞。
- 1994年、東西文学賞受賞。
- 1997年、第9回鄭芝溶文学賞受賞。
- 2003年、第35回韓国詩人協会賞受賞。
- 2010年、第6回金サッカ文学賞受賞。
- 2010年、銀冠文化勲章受章。
- 2011年、孤山文学賞の詩部門大賞受賞。

## 代表作品
- 1966年、철이와 아버지（チョリとお父さん）[5][6]
- 1967年、순은이 빛나는 이 아침에（純銀が光る朝に）
- 1969年、처형의 땅（処刑の地）
- 1970年、가등사（加橙寺）
- 1971年、혼례（婚礼）
- 1972年、귀로（帰路）
- 1973年、아침의 예언（朝の予言）
- 1978年、새와 십자가（鳥と十字架）
- 1981年、열쇠를 돌리는 법（鍵を回す方法）
- 1983年、언어의 묘지（言語の墓地）
- 1984年、달맞이꽃（ツキミソウ）
- 1985年、너무 많은 가운데 하나（とても多い中の一つ）
- 1985年、저녁 연기（夕方の煙）
- 1988年、겨울의 꿈은 날 줄 모른다（冬の夢は飛べない）
- 1991年、생각나지 않는 꿈（思い出せない夢）
- 1992年、순은의 아침（純銀の朝）
- 1994年、겨울 강（冬の川）
- 1999年、1미터의 사랑（1メートルの愛）
- 2002年、벙어리장갑（手袋）
- 2006年、손님（お客さん）